# Liste der Fußball-Länderspiele zwischen Nord- und Südkorea
Bisher trugen die Fußballnationalmannschaften Nordkoreas und Südkoreas 19 Länderspiele bei den Männern und 21 bei den Frauen gegeneinander aus. Dabei konnte bei den Männern Nordkorea und bei den Frauen Südkorea nur je ein Spiel gewinnen. Nordkorea gewann bei den Frauen aber fast doppelt so viele Spiele wie Südkorea bei den Männern. Die Männer trennten sich am häufigsten remis, dabei siebenmal torlos.
Nach der Gründung der beiden koreanischen Staaten im Jahre 1948 wurden auch zwei verschiedene Fußballverbände – die Korea Football Association (대한 축구 협회) im Süden und die DPR Korea Football Association (조선민주주의인민공화국 축구협회) im Norden – gegründet. Aufgrund des Koreakrieges und der politischen Spannungen fand bis 1978 kein offizielles Länderspiel zwischen den beiden Mannschaften statt. 1976 trafen aber die beiden U-20-Mannschaften bei der Asienmeisterschaft in Thailand aufeinander, damals gewann Nordkorea mit 1:0. Am 20. Dezember 1978 fand das Finale der Asienspiele zwischen den Mannschaften erneut in Thailand statt. Nachdem es bis zum Ende 0:0 stand und weder Verlängerung noch Elfmeterschießen vorgesehen war, wurden beide Mannschaften zum Sieger erklärt, auf Seiten der Südkoreaner spielte unter anderem Cha Bum-kun.
Zwei Jahre später trafen die beiden Mannschaften während der Asienmeisterschaft aufeinander. Im Halbfinalspiel lag Nordkorea bis zur 80. Minute mit 1:0 in Führung, ehe Südkorea durch zwei Treffer von Hae Won-chung mit 2:1 gewinnen konnte. 1989 und 1993 wurden WM-Qualifikationsspiele ausgetragen, die die Südkoreaner gewinnen konnten. 1989 gewann man dank eines Treffers von Seon Hong-hwang mit 1:0, vier Jahre später gab es mit dem 3:0 den höchsten Sieg der Südkoreaner über den Nachbarn aus dem Norden. Den einzigen Sieg konnte Nordkorea am 11. Oktober 1991 feiern, als man vor einer Rekordkulisse von 150.000 Zuschauern im May Day Stadion mit 2:1 gewinnen konnte, es ist zugleich das bisher einzige Spiel, das in Nordkorea ausgetragen wurde. Südkorea war hingegen sechsmal Gastgeber eines Spiels, elf Spiele wurden in neutralen Orten ausgetragen.
Die Auslosung zur Qualifikation für die Fußball-Weltmeisterschaft 2010 ergab, dass beide Mannschaften in der Gruppe 3 des asiatischen Verbandes aufeinandertrafen. Im Zuge dieser Qualifikation kam es zu Auseinandersetzungen zwischen den beiden Verbänden, da sich Nordkorea weigerte auf seinem Boden die Hymne Südkoreas zu spielen und die Flagge Südkoreas zu hissen. Die FIFA entschied sich deshalb am 7. März 2008 zur Verlegung des für den 26. März in Pjöngjang angesetzten Spieles nach Shanghai. Das Spiel endete ebenso wie das Rückspiel in Seoul mit einem torlosen Unentschieden, beide Mannschaften setzten sich in ihrer Gruppe durch.
Die Auslosung der Finalrunde der Qualifikation ergab, dass beide Mannschaften erneut aufeinandertrafen. Das Heimspiel Nordkoreas wurde erneut in Shanghai ausgetragen und endete 1:1, das Rückspiel in Seoul konnte die Mannschaft Südkoreas mit 1:0 für sich entscheiden. Am Ende der Qualifikation qualifizierten sich beide Mannschaften für die Endrunde in Südafrika. Südkorea wurde vor dem nördlichen Nachbarn Gruppensieger.
Bei den bisher 19 Länderspielen zwischen den beiden Frauennationalmannschaften ging Südkorea nur einmal, Nordkorea hingegen 15-mal als Sieger vom Platz, drei Spiele – darunter zwei der letzten drei Spiele – endeten remis. 13 der 19 Begegnungen fanden auf neutralen Plätzen statt, fünf in Südkorea und nur das bisher vorletzte im Rahmen der Qualifikation für die Asienmeisterschaft 2018 fand in Nordkorea statt. Da beide Mannschaften gegen die anderen Gruppengegner ohne Gegentreffer gewannen, die Südkoreanerinnen aber mehr Tore schossen, reichte ihnen das Remis gegen die Nordkoreanerinnen um sich für die Asienmeisterschaft zu qualifizieren. Lediglich das Spiel am 16. August 2005 in Goyang aus Anlass der 60. Jahrestag der Unabhängigkeit von Japan war ein Freundschaftsspiel (bei den Berechnungen der FIFA-Weltrangliste gelten auch die Spiele bei den Asienspielen und den Ostasienmeisterschaften als Freundschaftsspiele).
Bei der Qualifikation zur Weltmeisterschaft 2022 wurden die beiden Männermannschaften in dieselbe Gruppe gelost. Das Hinspiel in Pjöngjang fand am 15. Oktober 2019 unter völligem Ausschluss der Öffentlichkeit statt. So waren im Stadion keine Zuschauer anwesend und das Spiel wurde ebenfalls nicht live im Fernsehen übertragen.
Ein für den 15. Dezember 2019 im südkoreanischen Busan terminiertes Spiel zwischen den beiden Frauennationalmannschaften im Rahmen der Fußball-Ostasienmeisterschaft der Frauen 2019 fand nicht statt, da Nordkorea auf die Teilnahme verzichtete.

## Länderspiele zwischen Nord- und Südkorea

### Männer
| Datum              | Spielort          | Mannschaft | Mannschaft | Ergebnis  | Art des Spiels                    |
| ------------------ | ----------------- | ---------- | ---------- | --------- | --------------------------------- |
| 20. Dezember 1978  | Bangkok, Thailand | Nordkorea  | Südkorea   | 0:0       | Finale der Asienspiele            |
| 28. September 1980 | Kuwait, Kuwait    | Südkorea   | Nordkorea  | 2:1 (0:1) | Fußball-Asienmeisterschaft 1980   |
| 16. Oktober 1989   | Singapur          | Südkorea   | Nordkorea  | 1:0 (1:0) | WM-Qualifikation                  |
| 29. Juli 1990      | Peking, China     | Nordkorea  | Südkorea   | 0:1 (0:0) | Freundschaftsturnier in China     |
| 11. November 1990  | Pjöngjang         | Nordkorea  | Südkorea   | 2:1 (0:1) | Freundschaftsspiel                |
| 23. November 1990  | Seoul             | Südkorea   | Nordkorea  | 1:0 (1:0) | Freundschaftsspiel                |
| 24. August 1992    | Peking, China     | Nordkorea  | Südkorea   | 1:1 (1:0) | Freundschaftsturnier in China     |
| 28. Oktober 1993   | Doha, Katar       | Südkorea   | Nordkorea  | 3:0 (0:0) | WM-Qualifikation                  |
| 7. September 2002  | Seoul             | Südkorea   | Nordkorea  | 0:0       | Freundschaftsspiel                |
| 4. August 2005     | Jeonju            | Südkorea   | Nordkorea  | 0:0       | Ostasienmeisterschaft in Südkorea |
| 14. August 2005    | Seoul             | Südkorea   | Nordkorea  | 3:0 (0:0) | Freundschaftsspiel                |
| 20. Februar 2008   | Chongqing, China  | Nordkorea  | Südkorea   | 1:1 (0:1) | Ostasienmeisterschaft in China    |
| 26. März 2008      | Shanghai, China   | Nordkorea  | Südkorea   | 0:0       | WM-Qualifikation                  |
| 22. Juni 2008      | Seoul             | Südkorea   | Nordkorea  | 0:0       | WM-Qualifikation                  |
| 10. September 2008 | Shanghai, China   | Nordkorea  | Südkorea   | 1:1 (0:0) | WM-Qualifikation                  |
| 1. April 2009      | Seoul             | Südkorea   | Nordkorea  | 1:0 (0:0) | WM-Qualifikation                  |
| 9. August 2015     | Wuhan, China      | Nordkorea  | Südkorea   | 0:0       | Ostasienmeisterschaft in China    |
| 12. Dezember 2017  | Tokio, Japan      | Nordkorea  | Südkorea   | 0:1       | Ostasienmeisterschaft in Japan    |
| 14. Oktober 2019   | Pjöngjang         | Nordkorea  | Südkorea   | 0:0       | WM-Qualifikation                  |

Bilanz:
|           | Sp. | S | U  | N | Tore | Diff. |
| --------- | --- | - | -- | - | ---- | ----- |
| Südkorea  | 19  | 8 | 10 | 1 | 17   | + 11  |
| Nordkorea | 19  | 1 | 10 | 8 | 06   | − 11  |

### Frauen
| Datum              | Spielort             | Mannschaft | Mannschaft | Ergebnis  | Art des Spiels                                                  |
| ------------------ | -------------------- | ---------- | ---------- | --------- | --------------------------------------------------------------- |
| 1. Oktober 1990    | Peking, China        | Südkorea   | Nordkorea  | 0:7       | Asienspiele 1990                                                |
| 7. Dezember 1993   | Kuching, Malaysia    | Südkorea   | Nordkorea  | 0:3       | Asienmeisterschaft 1993                                         |
| 9. Oktober 2002    | Busan                | Südkorea   | Nordkorea  | 0:2       | Asienspiele 2002                                                |
| 16. Juni 2003      | Bangkok, Thailand    | Südkorea   | Nordkorea  | 2:2       | WM-Qualifikation/Asienmeisterschaft 2003                        |
| 26. April 2004     | Hiroshima, Japan     | Südkorea   | Nordkorea  | 1:5       | Olympiaqualifikation                                            |
| 4. August 2005     | Jeonju               | Südkorea   | Nordkorea  | 1:0       | Fußball-Ostasienmeisterschaft der Frauen 2005                   |
| 16. August 2005    | Goyang               | Südkorea   | Nordkorea  | 0:2       | Freundschaftsspiel (60. Jahrestag der Unabhängigkeit von Japan) |
| 24. Juli 2006      | Adelaide, Australien | Südkorea   | Nordkorea  | 0:1       | WM-Qualifikation/Asienmeisterschaft 2006                        |
| 7. Dezember 2006   | ar-Rayyan, Katar     | Südkorea   | Nordkorea  | 1:4       | Asienspiele 2006                                                |
| 24. Februar 2008   | Chongqing, China     | Südkorea   | Nordkorea  | 0:4       | Fußball-Ostasienmeisterschaft der Frauen 2008                   |
| 20. November 2010  | Chongqing, China     | Südkorea   | Nordkorea  | 1:3 n. V. | Asienspiele 2010, Halbfinale                                    |
| 5. September 2011  | Jinan, China         | Südkorea   | Nordkorea  | 2:3       | Olympiaqualifikation                                            |
| 15. Februar 2012   | Chongqing, China     | Südkorea   | Nordkorea  | 0:1       | Vier-Nationen-Turnier 2012                                      |
| 21. Juli 2013      | Seoul                | Südkorea   | Nordkorea  | 1:2       | Fußball-Ostasienmeisterschaft der Frauen 2013                   |
| 29. September 2014 | Incheon              | Südkorea   | Nordkorea  | 1:2       | Asienspiele 2014 Halbfinale                                     |
| 8. August 2015     | Wuhan, China         | Nordkorea  | Südkorea   | 2:0       | Endrunde der Ostasienmeisterschaft 2015 in China                |
| 29. Februar 2016   | Osaka, Japan         | Nordkorea  | Südkorea   | 1:1       | Olympiaqualifikation                                            |
| 7. April 2017      | Pjöngjang, Nordkorea | Nordkorea  | Südkorea   | 1:1       | WM-Qualifikation/Qualifikation zur Asienmeisterschaft 2018      |
| 11. Dezember 2017  | Chiba, Japan         | Nordkorea  | Südkorea   | 1:0       | Fußball-Ostasienmeisterschaft der Frauen 2017                   |
| 30. September 2023 | Wenzhou, China       | Südkorea   | Nordkorea  | 1:4       | Asienspiele 2023 Viertelfinale                                  |
| 29. Oktober 2023   | Xiamen, China        | Südkorea   | Nordkorea  | 0:0       | Olympiaqualifikation                                            |

Bilanz:
|           | Sp. | S  | U | N  | Tore | Diff. |
| --------- | --- | -- | - | -- | ---- | ----- |
| Nordkorea | 21  | 16 | 4 | 01 | 50   | + 37  |
| Südkorea  | 21  | 01 | 4 | 16 | 13   | − 37  |